# Ducat d'Alcalá de los Gazules
El Ducat d'Alcalá de los Gazules és el títol nobiliari espanyol que el rei Felip II d'Espanya va concedir a Pedro Afán Enríquez de Ribera y Portocarrero el 1558. El seu nom es refereix a la localitat gaditana d'Alcalá de los Gazules i en deriva la denominació de la Casa d'Alcalá dels Gazules.
Al segle xvii, la Casa Ducal s'integrà a la Casa de Medinaceli, primer als de la Cerda i després als Fernández de Córdoba. L'any 2018, per successió de la XVI duquessa, passà als Hohenlohe-Langenburg, membres de la Casa principesca homònima d'origen alemany.

## Llista de titulars
|                      | Titular                                                         | Període              |
| Creació per Felip II | Creació per Felip II                                            | Creació per Felip II |
| -------------------- | --------------------------------------------------------------- | -------------------- |
| I                    | Pedro Afán Enríquez de Ribera y Portocarrero                    | 1558- 1571           |
| II                   | Fernando Enríquez de Ribera i Portocarrero                      | 1571- 1594           |
| III                  | Fernando Afán Enríquez de Ribera y Téllez-Girón                 | 1594- 1637           |
| IV                   | María Afán Enríquez de Ribera y Moura                           | 1637- 1639           |
| V                    | Ana María Enríquez de Ribera y Portocarrero                     | 1639- 1645           |
| VI                   | Juan Francisco de la Cerda i Enríquez de Ribera                 | 1645- 1691           |
| VII                  | Luis Francisco de la Cerda i Aragó                              | 1691- 1711           |
| VIII                 | Nicolás Fernández de Córdoba y de la Cerda                      | 1711- 1739           |
| IX                   | Luis Antonio Fernández de Córdoba y Spínola                     | 1739- 1768           |
| X                    | Pedro de Alcántara Fernández de Córdoba y Moncada               | 1768- 1789           |
| XI                   | Luis María Fernández de Córdoba y Gonzaga                       | 1789- 1806           |
| XII                  | Luis Joaquín Fernández de Córdoba y Benavides                   | 1806- 1840           |
| XIII                 | Luis Fernández de Córdoba i Ponce de León                       | 1840- 1873           |
| XIV                  | Luis Fernández de Córdoba i Pérez de Barradas                   | 1873- 1879           |
| XV                   | Luis Jesús Fernández de Córdoba i Salabert                      | 1880- 1951           |
| XVI                  | Victoria Eugenia Fernández de Córdoba i Fernández de Henestrosa | 1951 - 2013          |
| XVII                 | Victoria Elisabeth von Hohenlohe-Langenburg                     | 2018                 |